# Municipio de Allison (Pensilvania)
El municipio de Allison (en inglés: Allison Township) es un municipio ubicado en el condado de Clinton en el estado estadounidense de Pensilvania. En el año 2000 tenía una población de 198 habitantes y una densidad poblacional de 40.9 personas por km².

## Geografía
El municipio de Allison se encuentra ubicado en las coordenadas 41°07′00″N 77°27′59″O / 41.11667, -77.46639.

## Demografía
Según la Oficina del Censo en 2000 los ingresos medios por hogar en la localidad eran de $38,929 y los ingresos medios por familia eran de $50,125. Los hombres tenían unos ingresos medios de $35,000 frente a los $24,375 para las mujeres. La renta per cápita de la localidad era de $25,265. Alrededor del 7,1% de la población estaba por debajo del umbral de pobreza.